# Julgamentos religiosos
Julgamentos religiosos (Dādestān ī Dēnīg; AFI: [daːdestaːn iː deːniːɡ]) ou Livro de perguntas (Pursišn-Nāmag; AFI: [puɾsiʃnaːmaɡ]) é uma obra em persa médio do século IX escrita por Manuschir, que era sumo sacerdote da comunidade zoroastrista persa de Pars e Quermã, filho de Juvanjã e irmão de Zadesprã. A obra consiste numa introdução e noventa e duas perguntas junto com as respostas de Manuschir. Suas perguntas variam de religiosas a sociais, éticas, legais, filosóficas, cosmológicas, etc. O estilo de sua obra é abstruso, denso e é fortemente influenciado pelo persa novo.